# 2010年バンクーバーオリンピックのオーストラリア選手団
2010年バンクーバーオリンピックのオーストラリア選手団（2010ねんバンクーバーオリンピックのオーストラリアせんしゅだん）は、2010年2月12日から2月28日までカナダのブリティッシュコロンビア州バンクーバー市で開催された2010年バンクーバーオリンピックのオーストラリア選手団、およびその競技結果。

## アルペンスキー
- クレイグ・ブランチ
- ジョノ・ブラウアー

## バイアスロン
- アレクセイ・アルモウコフ

## ボブスレー
男子二人乗り
- クリス・スプリング / ダンカン・ハービー
- ジェレミー・ローレストン / ダンカン・パフ

男子四人乗り
- ジェレミー・ロールストン / ダンカン・パフ / ダンカン・ハービー / アンソニー・リャン

女子二人乗り
- アストリッド・ロック＝ウィスキンソン / セシリア・マッキントッシュ

## クロスカントリースキー
- エスター・ボットンリー
- ポール・マーレイ
- ベン・シム
- カラム・ワトソン

## フィギュアスケート
| 選手名           | 種目 | コンパルソリーダンス | コンパルソリーダンス | ショートプログラム | ショートプログラム | フリースケーティング | フリースケーティング | 合計 | 合計 |
| 選手名           | 種目 | 得点                 | 順位                 | 得点               | 順位               | 得点                 | 順位                 | 得点 | 順位 |
| ---------------- | ---- | -------------------- | -------------------- | ------------------ | ------------------ | -------------------- | -------------------- | ---- | ---- |
| チェルシー・リー | 女子 |                      |                      |                    |                    |                      |                      |      |      |

## フリースタイルスキー
- デイル・ベッグ＝スミス
- ラモーン・クーパー
- ブリティニー・コックス
- ジャッキー・クーパー
- リサ・ガードナー
- カティア・クレマ
- リディア・ラシラ
- ブリー・マンロー
- デイヴィッド・モーリス
- スコット・ネラー
- ジェニー・オーエンズ

## リュージュ
- ハンナ・キャンベル＝ペグ

## ショートトラックスピードスケート
- タティアナ・ボロドゥリナ
- ラックラン・ヘイ

## スケルトン
- アンソニー・ディーン
- ジョン・ファロー
- メリッサ・ホアー
- エンマ・リンカーン＝スミス

## スノーボード
- トラー・ブライト
- デイモン・ヘイラー
- ステファニー・ヒッキー
- スコット・ジェイムズ
- ホリー・クロウフォード
- ベン・メイツ
- アレックス・プリン
- ジョアンナ・ショウ

## スピードスケート
- ソフィー・ミューア